# Freescale 68HC11

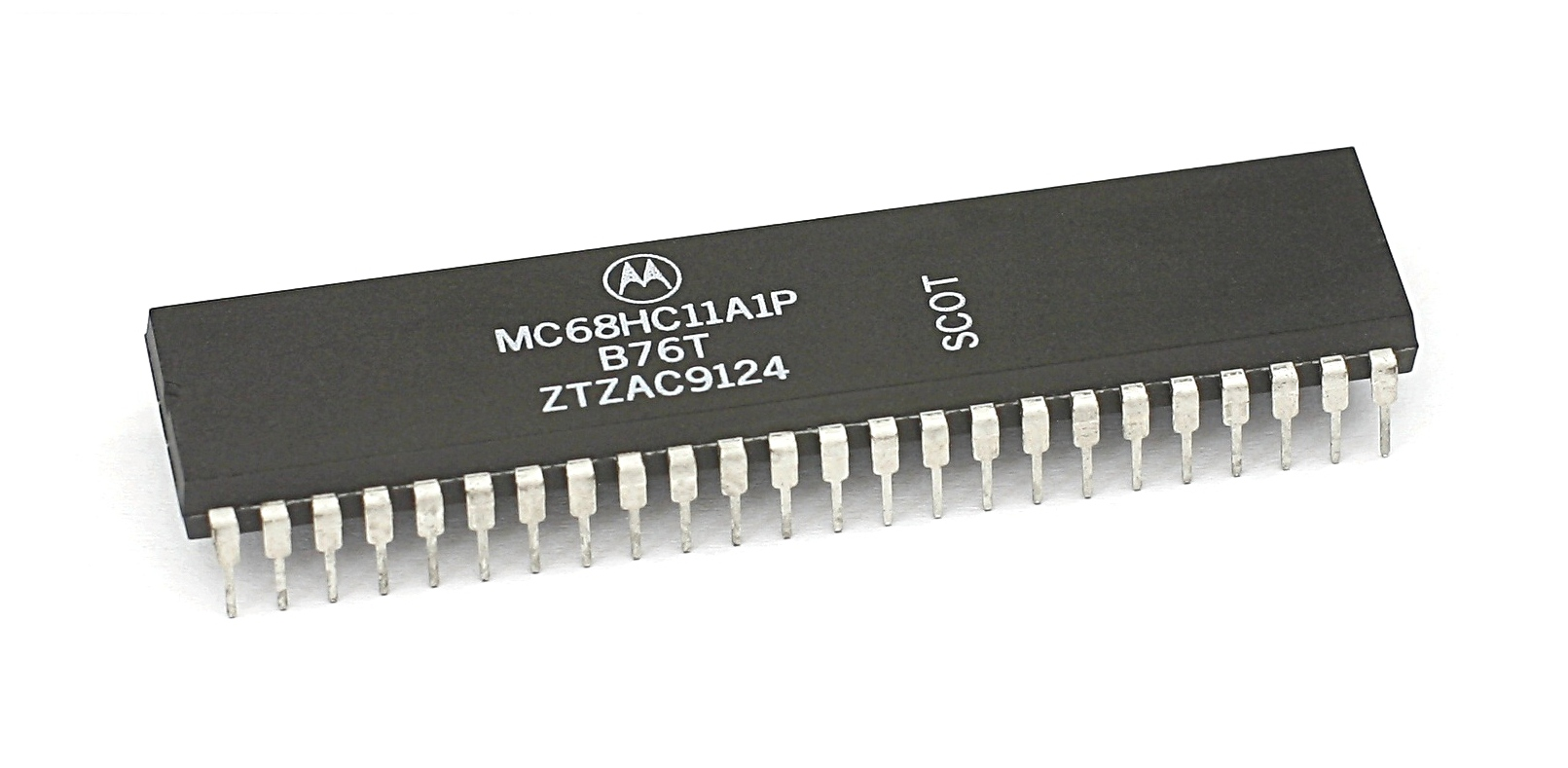
Motorola MC68HC11 48 lábú DIP (dual in-line) tokozásban

A 68HC11 (rövidítve 6811, vagy HC11) egy 8 bites CISC típusú mikrovezérlő (µC) család, a Motorola 6800-as mikroprocesszor közeli rokona. A Motorola készítette és forgalmazta 1985-től, 2004-től a gyártását a Freescale Semiconductor folytatta. A 68HC11-es eszközök hatékonyabbak és drágábbak is a 68HC08 mikrovezérlőknél; vonalkód-olvasókban, mágneskártya-író berendezésekben, amatőr robotikai eszközökben és változatos beágyazott rendszerekben használják őket. A MC68HC11A8 volt az első CMOS EEPROM-ot tartalmazó MCU.

## Architektúra
Belsőleg a HC11 utasításkészlete felfelé kompatibilis a Motorola 6800-aséval, azzal a kiegészítéssel, hogy ennek van egy Y indexregisztere is. Az Y regisztert használó utasításokat egy 0x18 prefix különbözteti meg. Két 8 bites akkumulátora van, az A és a B, két 16 bites indexregisztere, az X és az Y, egy feltételkód- v. állapotregisztere, egy 16 bites veremmutatója és egy 16 bites programszámlálója. Van 8 × 8 bites szorzóutasítása (A × B), amely 16 bites eredményt produkál, valamint vannak 16-16 bites törtrész/egészrész osztóutasításai is. Rendelkezik 16 bites utasításokkal, amelyek az A és B regisztereket a 16 bitesként értelmezett D regiszterbe összevont módon kezelik, ezek összehasonlítás, összeadás, kivonás és eltoló utasítások lehetnek. Az X és Y regiszterek összehasonlíthatók 16 bites memóriaoperandusokkal is, a B akkumulátorregiszter pedig hozzáadható az X és Y indexregiszterekhez. Az utasításkészletet bitellenőrző utasításokkal is kibővítették, amelyek logikai ÉS műveletet végeznek az operandusokkal és a feltételbiteket állítják, miközben az operandusok nem változnak.
A HC11 különböző változatai eltérő számú külső porttal rendelkeznek, ezeket a portokat betűkkel jelölik. A legelterjedtebb változatnak öt portja van, ezeket A, B, C, D és E-vel jelölik, néhány más változatnak (pl. a D3 verziónak) csak három portja van. A portok nyolcbitesek, kivéve a D-t, amely hatbites (bár a D port is lehet nyolcbites egyes változatokban). 1-től 768 bájt méretű belső program- és adatmemóriával rendelkezik, amelyben programot is képes futtatni, ha a méret ezt lehetővé teszi. A külső memória mérete max. 64 KiB lehet. Külső memória használata esetén a B és C portok cím- és adatsínként funkcionálnak. Ebben az üzemmódban a C port multiplexelt, felváltva hordozza a 16 bites cím alsó bájtját és az adatot.

## Megvalósítások

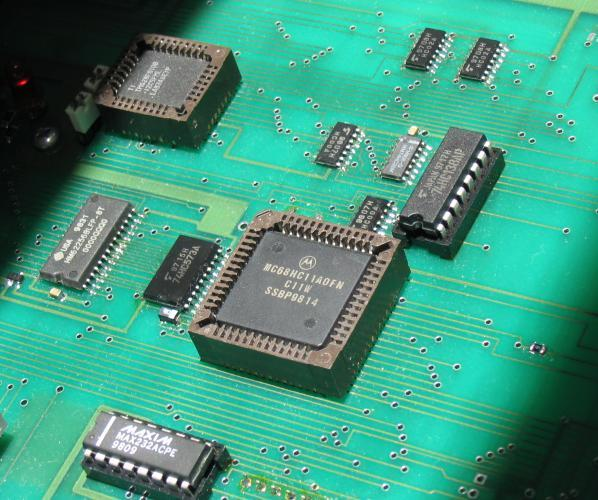
52 csatlakozós PLCC tokozásban

Az 1990-es évek elején a Motorola készített néhány próbapanelt a 68HC11-eshez, különböző méretű UART, RAM és EPROM kombinációkkal. Ekkoriban egy ilyen próbapanel ára 68 dollár körül volt.
A HC11 család standard bootloadere (rendszerindító betöltőprogram) a BUFFALO volt, ami a „Bit User Fast Friendly Aid to Logical Operation” rövidítése (a rendszer indulásakor a BUFFALO prompt megjelenik a soros porton, ami azt jelzi, hogy a kártya flashmemóriája törlődött). Nem minden HC11 modellhez járt a BUFFALO bootloader, pl. a 68HC11A0 és A1 modellekhez nem, de az A8-hoz már igen.

## Más verziók
A Freescale 68HC16 mikrovezérlő családot a 68HC11 16 bites, nagyrészt szoftverkompatibilis frissítésének ill. felváltására szánták.
A Freescale 68HC12 mikrovezérlő család a 68HC11 kiterjesztett 16 bites változata.
A Fred Martin által tervezett Handy Board robotikai vezérlő szintén a 68HC11-es mikrokontrolleren alapul.
A HC11-es számára rendelkezésre áll a MC68HC24 jelű porthelyettesítő egység. Ez a külső címsínhez csatlakoztatva átveszi a B és C port eredeti funkcióit. Az A port bemeneti tároló, kimeneti összehasonlító, impulzusakkumulátor és egyéb időzítő funkciókat szolgál ki, a D port a soros ki- és bemenet céljaira, az E port pedig az analóg-digitális átalakító (ADC) céljaira szolgál.

## Fordítás
Ez a szócikk részben vagy egészben  a   Freescale 68HC11 című angol Wikipédia-szócikk ezen változatának fordításán alapul.  Az eredeti cikk szerkesztőit annak laptörténete sorolja fel. Ez a jelzés csupán a megfogalmazás eredetét és a szerzői jogokat jelzi, nem szolgál a cikkben szereplő információk forrásmegjelöléseként.